# Kai (Nashorn)
Kai (* 1991 in Hodenhagen; † 2019 in Namibia) war ein Südliches Breitmaulnashorn (Unterart Ceratotherium simum simum) aus dem Serengeti-Park im niedersächsischen Hodenhagen, das 1996 in Namibia ausgewildert wurde. Laut dem Park wurde 1996 „das erste Mal in der Geschichte erfolgreich ein in Europa geborenes Nashorn im Etosha-Nationalpark in Afrika ausgewildert.“

## Geschichte
Das Nashorn wurde 1991 im Serengeti-Park Hodenhagen geboren.
Da Breitmaulnashörner in freier Wildbahn von Wilderern gejagt werden, stellte sich die Frage, ob man sie in geschützten Reservaten auswildern solle, um die Population in der natürlichen Heimat zu stärken. Fabrizio Sepe, der damals 25 Jahre alte Sohn des damaligen Geschäftsführers Paolo Sepe, überzeugte seinen Vater davon. Die Reise wurde monatelang vorbereitet. Nachdem namibische Behörden die Wiederansiedlung eines in Europa geborenen Nashorns im Etosha-Nationalpark genehmigt hatten, mussten von deutschen und namibischen Behörden die Genehmigungen für die Ausfuhr sowie Einfuhr eines Nashorns eingeholt werden. Insgesamt mussten für den Transport auf der Straße sowie die Flüge seinerzeit 30.000 DM aufgewendet werden, die zum größten Teil durch Sponsoren bestritten worden sind. Letztendlich wurden 14 Stunden Flugzeit 12 Stunden Tieflader-Transport organisiert. Am 22. September 1996 stieg Kai in Hodenhagen in einen Transportcontainer und wurde in Namibia zunächst in einem einfachen Eingewöhnungsgehege untergebracht. Er sollte erst einmal die Grasnahrung kennenlernen und sich an das Klima gewöhnen. Tatsächlich war zu beobachten, wie er sich anpasste und sich zum Beispiel seine Haut verdickte, um ihn vor der Sonneneinstrahlung zu schützen. Am 9. März 1997 wurden die Tore der Gehege geöffnet und Kai stand der Weg in die freie Wildbahn offen. Kai wurde mittels Sender weiterhin beobachtet, um nachzuverfolgen, wie er sich an die Wildbahn gewöhnt und Kontakt zu anderen Tieren seiner Art hat. Über die Jahre zeugte Kai neun gesunde Kälber, bis er schließlich 2019 im Alter von 28 Jahren starb.